# Mouvement national de mobilisation spirituelle
Le mouvement national de mobilisation spirituelle (国民精神総動員運動, Kokumin Seishin Sōdōin Undo) était un organisme gouvernemental de l'empire du Japon établi dans le cadre du programme de contrôle des organisations civiles après le passage de la loi de mobilisation générale de l'État du Premier ministre du Japon Fumimaro Konoe.
En octobre 1937, les représentants de 74 organisations nationalistes furent rassemblées à la résidence du premier ministre où on leur annonça que leurs organisations faisaient maintenant partie de la « ligue centrale du mouvement de mobilisation spirituelle » dirigée par l'amiral Arima Ryōkitsu et placée sous la supervision commune du ministère des Affaires intérieures et celui de l'Éducation. Le but du mouvement était de rallier la nation entière dans un effort de guerre totale contre la Chine dans la guerre sino-japonaise (1937-1945).
Konoe ordonna plus tard à 19 autres organisations nationalistes de rejoindre la ligue. Ce mouvement et d'autres décisions de ce type faisaient partie de la politique du « nouvel ordre » (Shintaisei) qui fut promulguée le 3 novembre 1938, jour férié de l'anniversaire de l'empereur Meiji.
Mis à part les appels au peuple pour plus de patriotisme, le mouvement national de mobilisation spirituelle lança d'autres programmes concrets comme le « Service national de stimulation de la production », le « Service national d'augmentation de la production agricole » ou le « Service national du corps des étudiants volontaires ». Il faisait d'ailleurs partie d'un mouvement général lancé en 1936 par le régime Shōwa pour contrôler étroitement l'information avec la création du comité d'information du Cabinet qui fonda deux journaux : le Shūhō (rapport hebdomadaire) en novembre 1936 et le Shashin Shūhō (rapport photographique hebdomadaire). Leur but était de « faire en sort que les politiques du gouvernement touchaient le maximum de citoyens possibles et que ceux-ci les comprenaient bien ».
Hiranuma Kiichirō, le successeur de Konoe, accorda en janvier 1939 la direction du mouvement au général Sadao Araki qui le revitalisa en parrainant des manifestations publiques, des émissions de radio, des impressions de propagande et des séminaires de discussions dans les associations de voisinage (tonarigumi). Des personnalités publiques célèbres furent recrutées pour donner des conférences sur les vertus de l'épargne, de l'hygiène et de l'assiduité au travail et pour diffuser un sentiment de fierté nationale parmi les Japonais (kyūjitai).
La ligue fut abolie le 20 décembre 1945 par les forces alliées après la défaite japonaise.